# Chanteloup (Eure)
Chanteloup é uma comuna francesa na região administrativa da Normandia, no departamento de Eure. Estende-se por uma área de 4,33 km². Em 2010 a comuna tinha 89 habitantes (densidade: 20,6 hab./km²).